# English National Ballet

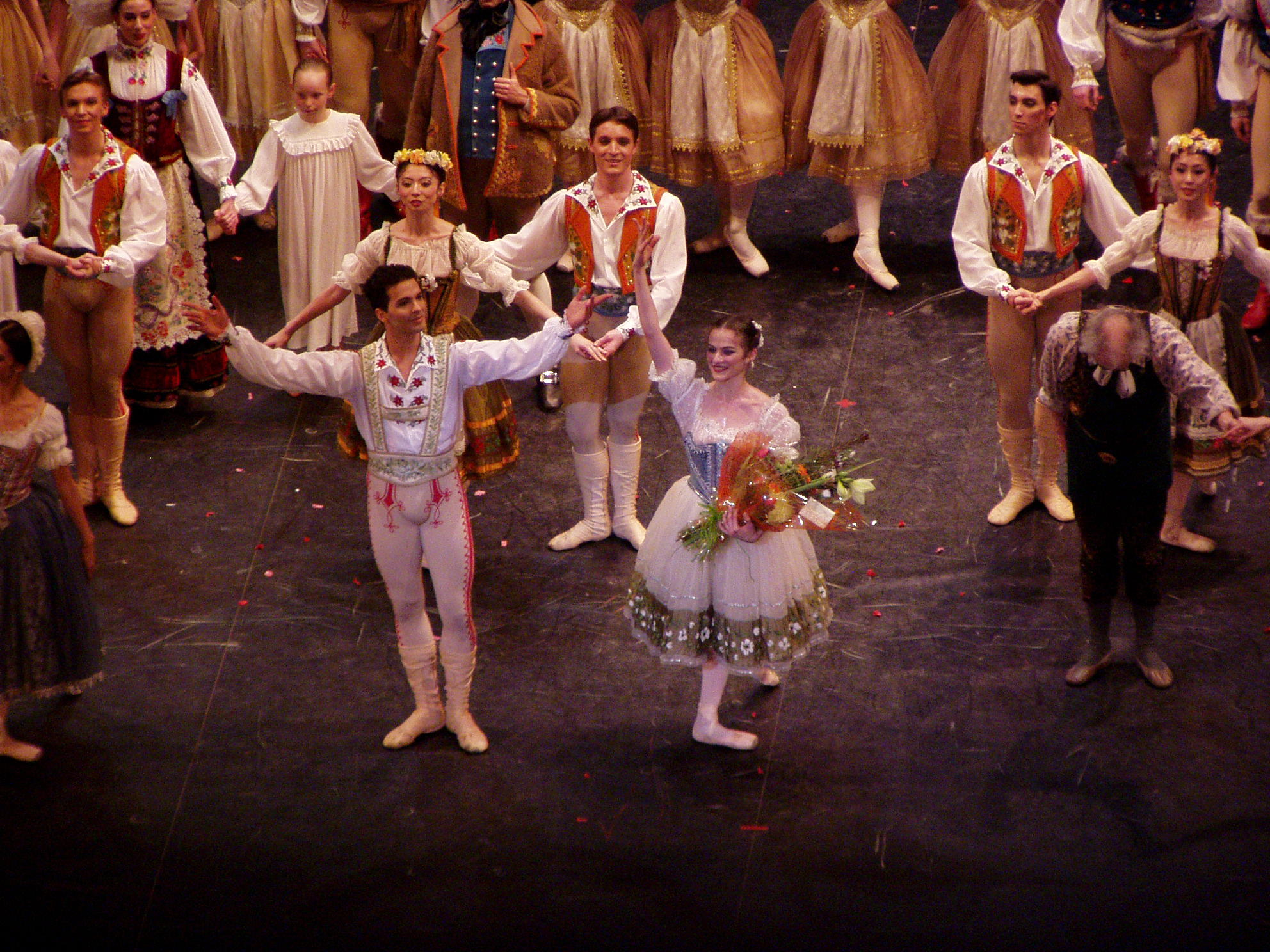
Spectacolul „Giselle” la National English Ballet

English National Ballet este o companie de balet clasic din Londra, Anglia.
Face parte din categoria celor mai mari, mai cunoscute companii din Marea Britanie.
A fost fondată în anul 1950 de către Dame Alicia Markova (balerină și coregrafă britanică) și Sir Anton Dolin (balerin și coregraf englez), fiind în funcțiune chiar și în zilele de astăzi și găzduind dansatori și dansatoare din toate colțurile lumii.